# Hôtel des 3 Collèges

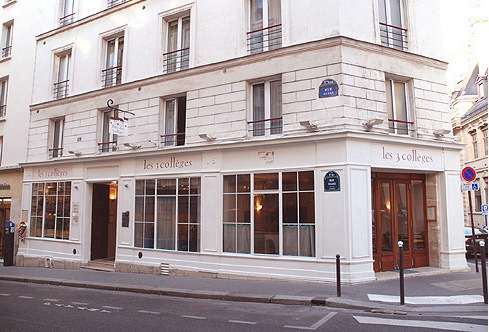

El Hôtel des Trois Collèges está ubicado en la Rue Cujas en pleno corazón del conocido Barrio Latino del V Distrito de París. 
Antiguamente llamado Hôtel de Flandre hasta 1984, este hotel se halla justo en frente de La Sorbona.

## Historia

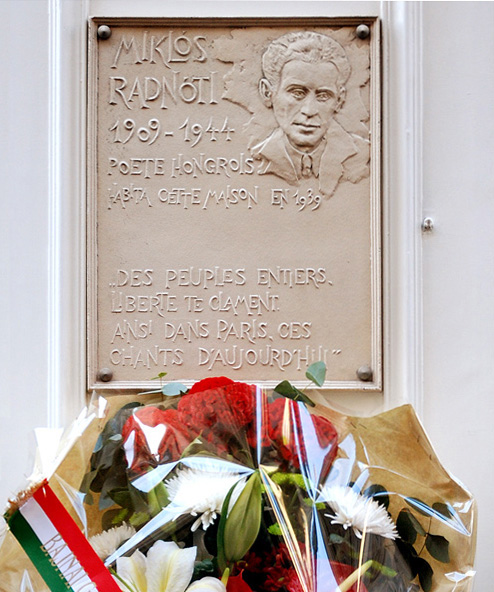
Miklós Radnóti.

El hotel se encuentra precisamente en la misma ubicación del Colegio Cluny, creado en 1261 por la Orden de Cluny. Éste, vio cerradas sus puertas durante la Revolución Francesa y fue utilizado por el pintor Jacques-Louis David para realizar el famoso cuadro La coronación de Napoleón. El pozo del antiguo Colegio Cluny puede aun ser visto al interior del mismo hotel.
Arthur Rimbaud describe el patio interior del hotel en una carta enviada a Ernest Delahaye en junio de 1872: "Pero, en este momento, tengo una recámara linda, que da a un patio sin fondo pero de tres metros cuadrados".
El poeta francés Raoul Ponchon terminó sus últimos días en este hotel.

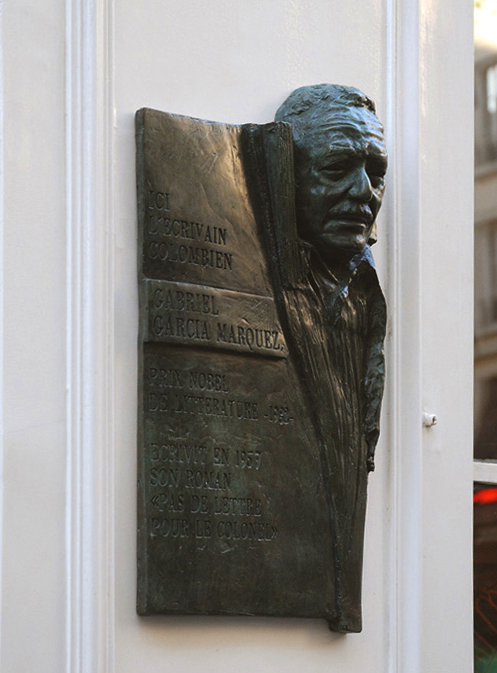
García Márquez.

Miklós Radnóti pasó una temporada en el hotel durante los veranos de los años 1937 y 1939. Este período es rememorado en su poema "París": "Donde el Boul’Mich’ cruza la Rue Cujas / y el andén inclinado un poco está". Una placa conmemorativa en su nombre a la entrada del hotel, cita algunos versos de su poema "España":"La Libertad te es clamada por los pueblos / Como que en París resuena su canto".
En 1956, el escritor colombiano Gabriel García Márquez, nobel de literatura en 1982, escribió su novela El coronel no tiene quién le escriba en el hotel. A la entrada de este, se encuentra una placa conmemorativa rindiéndole homenaje.
Algunos años más tarde, el escritor peruano Mario Vargas Llosa pasó igualmente una temporada en el hotel.